# Fukuda Chiyo-ni
Fukuda Chiyo-ni (nata  Kaga no Chiyo; 福田 千代尼; Mattō, 1703 – 2 ottobre 1775) è stata una poetessa e pittrice giapponese.

## Biografia
Fukuda Chiyo-ni fu una delle più grandi scrittrici haiku, arte che apprese dai maestri Shikō e Rogembō. Sposò un servo di un samurai, del quale rimase vedova a soli 27 anni. Dopo aver perso prematuramente anche suo figlio, gli dedicò una poesia che in seguito sarebbe stata tradotta in diverse lingue:
(Poesia haiku dedicata a suo figlio, 1740-1775 circa)
Come molte poesie haiku, anche le sue opere si servono di immagini vacue e indefinite. Fu autrice di due antologie contenenti le sue poesie. All'età di 52 anni divenne una monaca buddista cambiando il suo nome in Chiyo-ni.